# Conopsis
Conopsis – rodzaj węży z podrodziny Colubrinae w rodzinie połozowatych (Colubridae).

## Zasięg występowania
Rodzaj obejmuje gatunki występujące endemicznie w Meksyku. 

## Systematyka

### Etymologia
- Conopsis: gr. κωνος kōnos „stożek”[8]; οψις opsis „wygląd”[9].
- Toluca: Toluca, Meksyk[3]. Gatunek typowy: Toluca lineata Kennicott, 1859.
- Oxyrhina: gr. οξυς oxus „ostry, spiczasty”[10]; ῥις rhis, ῥινος rhinos „nos, pysk”[11]. Gatunek typowy: Oxyrhina varians Jan, 1862 (= Toluca lineata Kennicott, 1859).
- Ogmius: Cope nie wyjaśnił etymologii nazwy rodzajowej[5], być może pochodzi od gr. ογμος ogmos „bruzda”[12]. Nowa nazwa dla Oxyrhina Jan, 1862.

### Podział systematyczny
Do rodzaju należą następujące gatunki: 
- Conopsis acuta (Cope, 1886)
- Conopsis amphisticha (H.M. Smith & Laufe, 1945)
- Conopsis biserialis (Taylor & H.M. Smith, 1942)
- Conopsis lineata (Kennicott, 1859)
- Conopsis megalodon (Taylor & H.M. Smith, 1942)
- Conopsis nasus Günther, 1858